# Chemická kinetika
Chemická kinetika studuje rychlost chemických reakcí. Analýzou vlivů, které tuto rychlost ovlivňují, podává informace o reakčním mechanismu a přechodném stavu chemické reakce.
V roce 1864 formuloval Peter Waage zákon, podle nějž je rychlost chemické reakce úměrná množství reagujících látek.

## Reakční rychlost
Kinetika se zabývá experimentálním zjišťováním reakční rychlosti. Rychlostní zákon existuje pro reakce nultého řádu (u kterých je rychlost reakce nezávislá na počáteční koncentraci), prvního a druhého řádu, pro reakce vyššího řádů může být odvozen. U následných reakcí určuje kinetiku krok určující rychlost.
Kinetiku ovlivňuje mnoho faktorů, mezi hlavní patří přítomnost a typ katalyzátoru a teplota.

## Faktory ovlivňující reakční rychlost
Existuje několik faktorů, jejichž změnou lze ovlivnit reakční rychlost. Jde především o koncentraci reaktantů, skupenství reaktantů, teplotu a katalyzátor.
Koncentrace hraje v chemické reakci velmi důležitou roli. Její význam vystihuje srážková teorie, podle které může reakce proběhnout jen tehdy, pokud se reagující molekuly srazí. Protože je pravděpodobnost srážky úměrná koncentraci, bude i rychlost reakce závislá na koncentraci.
Skupenství reaktantů je také velmi důležitý faktor ovlivňující reakční rychlost. Pokud jsou všechny reaktanty v kapalném skupenství, zajišťuje tepelný pohyb jejich vzájemný kontakt. Pokud jsou ale v různých skupenstvích, například je jeden reaktant kapalina a druhý plyn, potom dochází ke kontaktu pouze na rozhraní fází. Proto je potřeba zavést intenzivní míchání kapaliny, případně probublávání plynu kapalinou.
Dalším důležitým faktorem je teplota. Dodáním energie ohřevem se zvýší rychlost pohybu molekul a tím i vzroste šance na srážku molekul; navíc tyto srážky budou mít větší energii.
Katalyzátor je látka, která mění reakční rychlost chemické reakce, ale na konci procesu zůstává nezměněna. Některé reakce, nazývané autokatalytické reakce, jsou katalyzovány vznikajícími produkty. V biochemii jsou reakce velmi často katalyzovány enzymy.
Další faktory ovlivňující reakční rychlost jsou míchání reakční směsi a (pouze v případě, kdy je alespoň jeden reaktant plynný) také tlak.

## Rovnováha
U zvratných reakcí je dosaženo rovnováhy v okamžiku, kdy jsou rychlosti obou reakcí (přímé a zpětné) shodné a koncentrace látek v systému se již dále nemění. Rovnováhu lze ovlivnit teplotou, koncentrací nebo tlakem, posun rovnováhy popisuje Le Chatelierův princip. Některé typy reakcí, například oscilační reakce, probíhají v oblasti, která je velmi vzdálená od rovnováhy.